# Stefano Zoff
Stefano Zoff (Monfalcone, 17 maggio 1966) è un ex pugile italiano, campione europeo dei pesi piuma (1994) e dei pesi leggeri (2001 e 2003-2005) e campione mondiale WBA dei pesi leggeri nel 1999.

## Carriera
Professionista dal 1989. Dopo 14 match, con 11 vittorie, due pari e una sconfitta, è designato per l’attribuzione del titolo italiano vacante dei pesi piuma. Fallisce ai punti questo suo primo tentativo di conquistare il titolo nazionale il 25 marzo 1992 perdendo a Castelcivita da Gianni Di Napoli. Si rifà il 7 maggio 1993, battendo a Grosseto lo stesso avversario strappandogli ai punti la cintura. La difende vittoriosamente il 6 agosto successivo battendo a Follonica Athos Menegola per knock-out tecnico al decimo round.
Il 22 marzo 1994 Zoff combatte per la prima volta all’estero, a Charleroi. Batte per kot al nono round il francese Stéphane Haccoun e conquista la cintura europea dei pesi piuma. La perde ai punti il 9 settembre successivo contro l’altro francese Mehdi Labdouni a Fontenay-sous-Bois, nella banlieue parigina.
Sette mesi dopo riconquista il titolo nazionale, che aveva abbandonato dopo aver conquistato quello europeo, battendo a Quartu Sant'Elena per KO al quarto round Attilio Cappai. Il 20 giugno 1996 tenta di riprendersi la cintura europea dei piuma ma è sconfitto ai punti a Sanremo dal britannico Billy Hardy. Stessa sorte ha nel suo primo tentativo di indossare la cintura intercontinentale IBF, sconfitto ai punti dal dominicano Laureano Ramirez Padilla. Nella rivincita allestita il 17 dicembre 1997 nella sua Monfalcone, tuttavia, Zoff fa suo il titolo intercontinentale battendo il dominicano ai punti. Minor fortuna ha tre mesi più tardi, sempre a Monfalcone, sconfitto per kot al quinto round dall’ucraino Vladimir Matkivski al quale è costretto a cedere l'intercontintale.
Zoff passa allora ai pesi superpiuma e, il 29 luglio 1998, ad Avezzano, conquista il titolo italiano battendo Prisco Perugino per squalifica alla settima ripresa. Difende vittoriosamente il titolo prima del limite altre due volte contro Massimo Conte e lo stesso Perugino. 
Il 7 agosto 1999, a Le Cannet combatte il match più importante della sua carriera. Batte ai punti il francese Julien Lorcy e conquista la cintura mondiale WBA dei pesi leggeri, anche se con decisione contrastata. Prima di allora, l’unico italiano a indossare la cintura mondiale dei leggeri era stato l’olimpionico Giovanni Parisi.
Zoff perde il titolo alla prima difesa, il 13 novembre 1999 a Las Vegas di fronte al venezuelano Gilberto Serrano per Kot al decimo round.
Dopo un anno e mezzo, tuttavia, conquista il titolo europeo dei leggeri, battendo a Trieste, il 26 maggio 2001, il francese Djamel Lifa, per Kot al decimo round. Lo difende vittoriosamente due volte, tra Trieste e Monfalcone, sempre nel 2001, battendo prima del limite il polacco Dariusz Snarski e il francese Bruno Wartelle. Poi abbandona il titolo per tentare la scalata al titolo mondiale WBO ma senza fortuna. Il 14 settembre 2002, a Braunschweig, è sconfitto ai punti dall’uzbeko residente in Germania Artur Grigorian.
Il 25 gennaio 2003, a Bridgend, Zoff tenta di riprendersi la cintura continentale dei leggeri ma non va oltre un’onorevole sconfitta ai punti contro il pugile di casa Jason Cooke. Quando Cooke abbandona il titolo, tuttavia, è designato per l’attribuzione della cintura vacante che conquista il 7 giugno a Trieste, battendo ai punti l’altro britannico David Burke.
Difende vittoriosamente il titolo ben quattro volte. Batte uno dopo l’altro il francese Cristophe De Busillet (a Levallois, per Kot al settimo round), l’ungherese László Komjáthi (Manerba del Garda, ai punti), l’umbro Michele Delli Palli (Verbania, Kot al decimo) e il danese Martin Kristjansen (Milano, ai punti).
Il 17 giugno 2005, a trentanove anni, Zoff combatte per la terza volta per conquistare la cintura mondiale dei leggeri, questa volta della IBF. Deve arrendersi di fronte allo statunitense Leavander Johnson che, a Milano, lo batte per Kot al settimo round. Johnson troverà la morte sotto i pugni del suo primo sfidante, il texano Jesús Chávez, nel settembre successivo a Las Vegas.
Il bisiaco tenta ancora due volte di riconquistare il titolo europeo dei leggeri ma è sconfitto a Leganés dallo spagnolo Juan Carlos Diaz (Kot all'undicesimo round) e a Minsk dal bielorusso Yuri Romanov, ai punti. Dopo di ciò, a quarantun anni, lascia la boxe.